# رادو الوسيم
رادو الثالث (بالرومانيَّة: Radu al III-lea، وبالتُركيَّة العُثمانيَّة: رادو ثالث، وبالتُركيَّة المُعاصرة: III. Radu) (ق. 1438 - يناير 1475) الشهير بلقب «رادو الوسيم» أو «رادو الجميل» أو «رادو بك»، هو أمير الأفلاق من بيت دراكولا وهو الأخ الأصغر للحاكم المعروف ڤلاد المُخوزق. اشتهر رادو الوسيم بكونه معشوق السُلطان العُثماني مُحمَّد الفاتح وكان الأخير هائمًا به؛ وقد ساعده العُثمانيون في اعتلاء عرش الأفلاق.

## انظُر أيضًا
- فلاد المخوزق
- الحروب العثمانية في أوروپا